# Микрофон
Микрофонът е широко приложимо устройство за преобразуване на звуков сигнал в електрически. Думата има гръцки произход, от микро, означаващо малък и фон, означаващо глас.
Микрофонът се използва за най-различни цели, като например в уреди като телефон, слухов апарат, за озвучаване на концертни зали и публични мероприятия, за записи на живо или студийни записи, в радиото и телевизията.  В наши дни микрофонът се използва и за гласово разпознаване, интернет телефония и в компютърните среди за запис на глас.

## История
Първият микрофон е изобретен от Александър Бел през 1876 г. Той представлява течен телефонен предавател и не е особено практичен. Десет години по-късно, Томас Едисън създава първия въглероден микрофон, който намира приложение в телефонни и радио предаватели почти до 1970 г., когато бива заместен с пиезоелектрични керамични елементи. Въглеродният микрофон има много ограничена честотна ивица и не предава музика много ефективно.
Голяма крачка напред е производството на динамичния микрофон през 1931 г. в Лабораториите Бел. При него шумът е много малък. Днес се използва широко в комуникациите.

## Видове
- Динамичен микрофон
- Кондензаторен микрофон
- Електретен микрофон
- Въгленов микрофон
- Лентов микрофон
- Кристален (пиезо) микрофон
- Лазерен микрофон
- Воден микрофон

## Устройство и принцип на действие
Повечето микрофони в днешно време работят на принципа на електромагнитната индукция (динамичен микрофон), кондензаторен принцип (кондензорен микрофон) или Пиезоелектричен ефект (пиезоелектричен микрофон) за да възпроизведат електричен сигнал от звукова вълна. В повечето случаи микрофонът трябва да бъде включен към аудио усилвател преди сигналът да може да бъде усилен и записан.